# Miseryfjellet
El Miseryfjellet és una muntanya de 536 metres, el pic més alt de l'illa de l'Ós, una illa noruega pertanyent a l'arxipèlag de Svalbard i situada enmig del mar de Barents. La muntanya es troba al costat oriental de l'illa de l'Ós i conté tres pics d'alçades diferents.
El seu nom significa literalment "muntanya de la misèria".